# Frankenburg (Hegau)
Die Frankenburg ist eine abgegangene Spornburg auf der Gemarkung des Ortsteils Bohlingen der Stadt Singen im baden-württembergischen Landkreis Konstanz in Deutschland.

## Geografische Lage
Die Burgstall der kleinen Burg liegt auf der 615 m ü. NHN hohen Kuppe am Nordhang des Schiener Berges, etwa 2.200 Meter südöstlich der Bohlinger Kirche, unweit östlich der Schrotzburg. Die Burgstelle befindet sich auf einer steil nach Norden abfallenden Bergrippe.

## Geschichte
Nach der Struktur der Anlage wäre eine Entstehung zwischen dem 11. Jahrhundert und 13. Jahrhundert möglich.
Die Bezeichnung Frankenburg, erst 1455 als Flurname genannt, bezieht sich wohl auf „Franko de Bollingen“, der 1214 urkundlich erwähnt wurde. Die Annahme eines Zusammenhangs mit der oberhalb gelegenen Schrotzburg oder mit den Wüstungen Pfeffnang und Rogshoven als Wirtschaftshof, sind nur Vermutungen. Der Untergang der Burg war vermutlich vor der Mitte des 15. Jahrhunderts.

## Beschreibung
Vermutlich handelte es sich um eine kleine Turmburg mit einer Fläche von 6 mal 12 Meter, die möglicherweise über einen Wohnturm der Grundfläche von 6 mal 7 Meter, im Südteil durch schwach erkennbare Schuttwälle erkennbar, verfügte. Nach Süden zum Berg hin war die Burg durch einen Halsgraben, der heute durch einen Waldweg größtenteils zerstört ist, geschützt. Nördlich schließt ein etwa zweieinhalb Meter tiefer gelegenes dreieckiges Plateau, von zwölf Meter Länge und bis zu acht Meter Breite, an. Etwa sieben Meter darunter befindet sich in der Bergrippe eine Graben-Wall-Anlage.